# Пронозовка
Пронозовка (укр. Пронозівка) — село, Пронозовский сельский совет, Глобинский район, Полтавская область, Украина.
Код КОАТУУ — 5320687201. Население по переписи 2001 года составляло 854 человека.
Является административным центром Пронозовского сельского совета, в который, кроме того, входят сёла Васьковка, Кагамлык, Мозолиевка и Шушваловка.

## Географическое положение
Село Пронозовка находится на левом берегу Кременчугского водохранилища (Днепр), выше по течению на расстоянии в 0,5 км расположено село Мозолиевка, ниже по течению на расстоянии в 2 км расположено село Васьковка.

## История
- XVII век — дата основания как села Великий Узвиз.
- XVIII век — переименовано в село Пронозовка.
- Самый старый документ о Великом Узвозе в Центральном Государственном Историческом Архиве Украины в городе Киеве это исповедная ведомость за 1763 год.[2]

## Экономика
- Птице-товарная ферма.
- АФ «Надия».

## Объекты социальной сферы
- Школа.